# Joseph Sistrom
Joseph Sistrom (* 7. August 1912 in Chicago; † 7. April 1966 in Los Angeles) war ein US-amerikanischer Filmproduzent.

## Leben
Joseph Sistrom kam als Sohn von William Sistrom, geboren 1884 in der englischen Grafschaft Lincolnshire, und Louise Sistrom (geb. Rowan) in Chicago zur Welt und wuchs mit fünf Geschwistern auf. Nach seinem Abschluss an der Stanford University arbeitete er zunächst als Assistent von Filmproduzent Pandro S. Berman. Danach kam er bei Perlberg-Capra Productions unter, mit der er für Columbia Pictures als Produktionsassistent von Frank Capras Mr. Smith geht nach Washington (1939) in Erscheinung trat. Noch im selben Jahr fungierte er als Koproduzent des Columbia-Films The Lone Wolf Spy Hunt mit Ida Lupino und Rita Hayworth.
Anfang der 1940er Jahre wechselte Sistrom zu Paramount Pictures, wo ihn William LeBaron unter seine Fittiche nahm. Sistrom produzierte in der Folge den Kriegsfilm Wake Island (1943) und Billy Wilders Film-noir-Klassiker Frau ohne Gewissen (1944). Für beide Produktionen erhielt er je eine Oscar-Nominierung in der Kategorie Bester Film. Seine letzte Produktion, Die unteren Zehntausend (1961) mit Bette Davis und Glenn Ford, war wie zu Beginn seiner Laufbahn als Produzent ein Film von Regisseur Frank Capra.
Sistrom heiratete 1937 Katherine Moore, mit der er zwei Kinder hatte.

## Filmografie (Auswahl)
- 1939: The Lone Wolf Spy Hunt
- 1942: Night in New Orleans
- 1942: Wake Island
- 1942: Star Spangled Rhythm
- 1944: Frau ohne Gewissen (Double Indemnity)
- 1945: Incendiary Blonde
- 1948: The Saxon Charm
- 1951: U-Kreuzer Tigerhai (Submarine Command)
- 1952: Die Stadt der tausend Gefahren (The Atomic City)
- 1953: Das Schiff der Verurteilten (Botany Bay)
- 1961: Die unteren Zehntausend (Pocketful of Miracles)

## Auszeichnungen
- 1943: Oscar-Nominierung in der Kategorie Bester Film für Wake Island
- 1945: Oscar-Nominierung in der Kategorie Bester Film für Frau ohne Gewissen